# Rue Turgot
La rue Turgot est une voie du 9e arrondissement de Paris, en France.

## Situation et accès

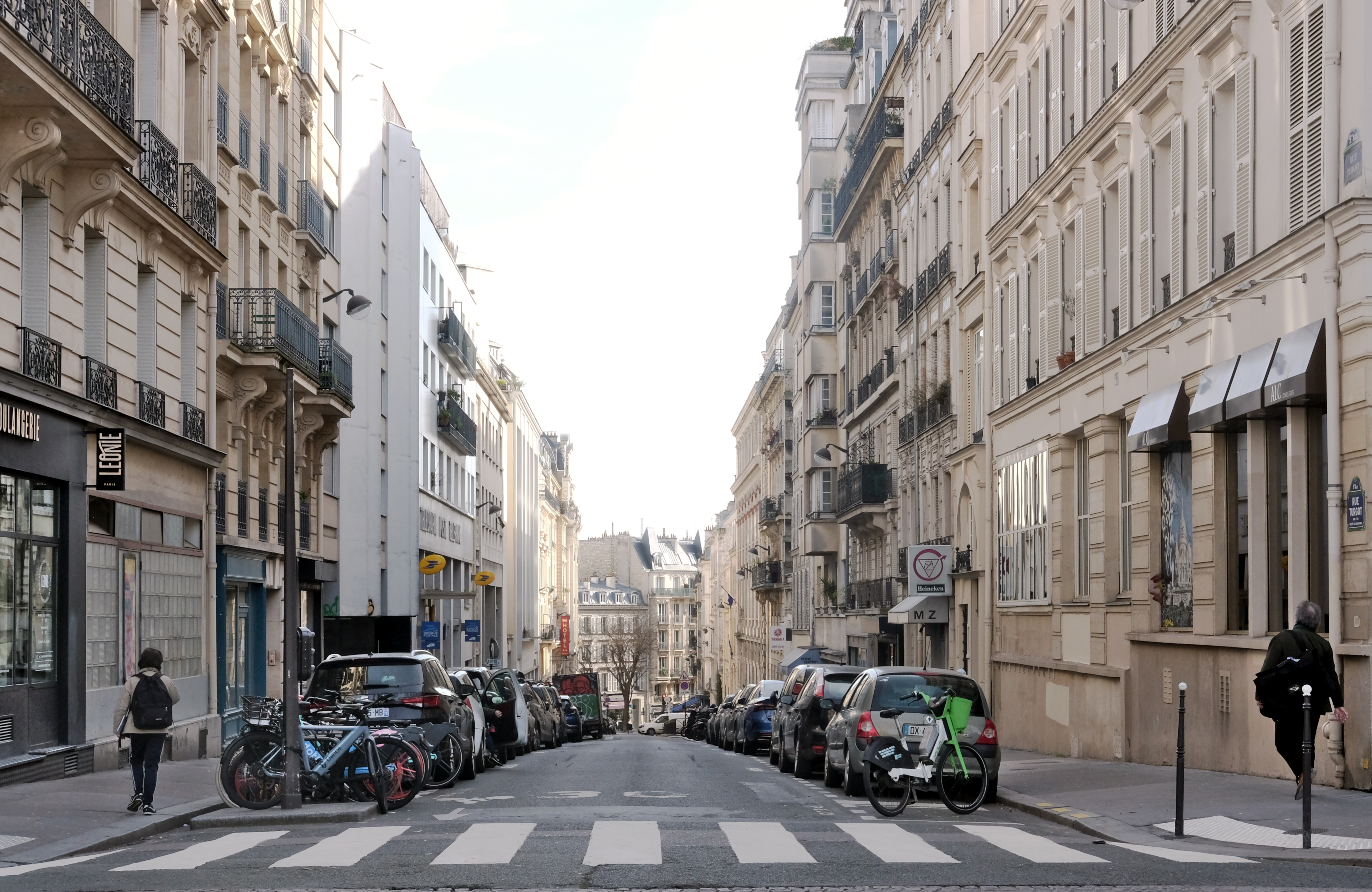
La rue Turgot vue depuis l'avenue Trudaine.

La rue Turgot est une voie publique en pente située sur les contreforts de la butte Montmartre, dans le 9e arrondissement de Paris. 
Elle débute au 53, rue Marguerite-de-Rochechouart et se termine au 15, avenue Trudaine. Le début de la rue s'inscrit dans une place triangulaire formée avec les rues Condorcet et 
 Marguerite-de-Rochechouart, nommée place Georges-Enesco.
Le quartier est desservi par la ligne 2 à la station Anvers.

## Origine du nom

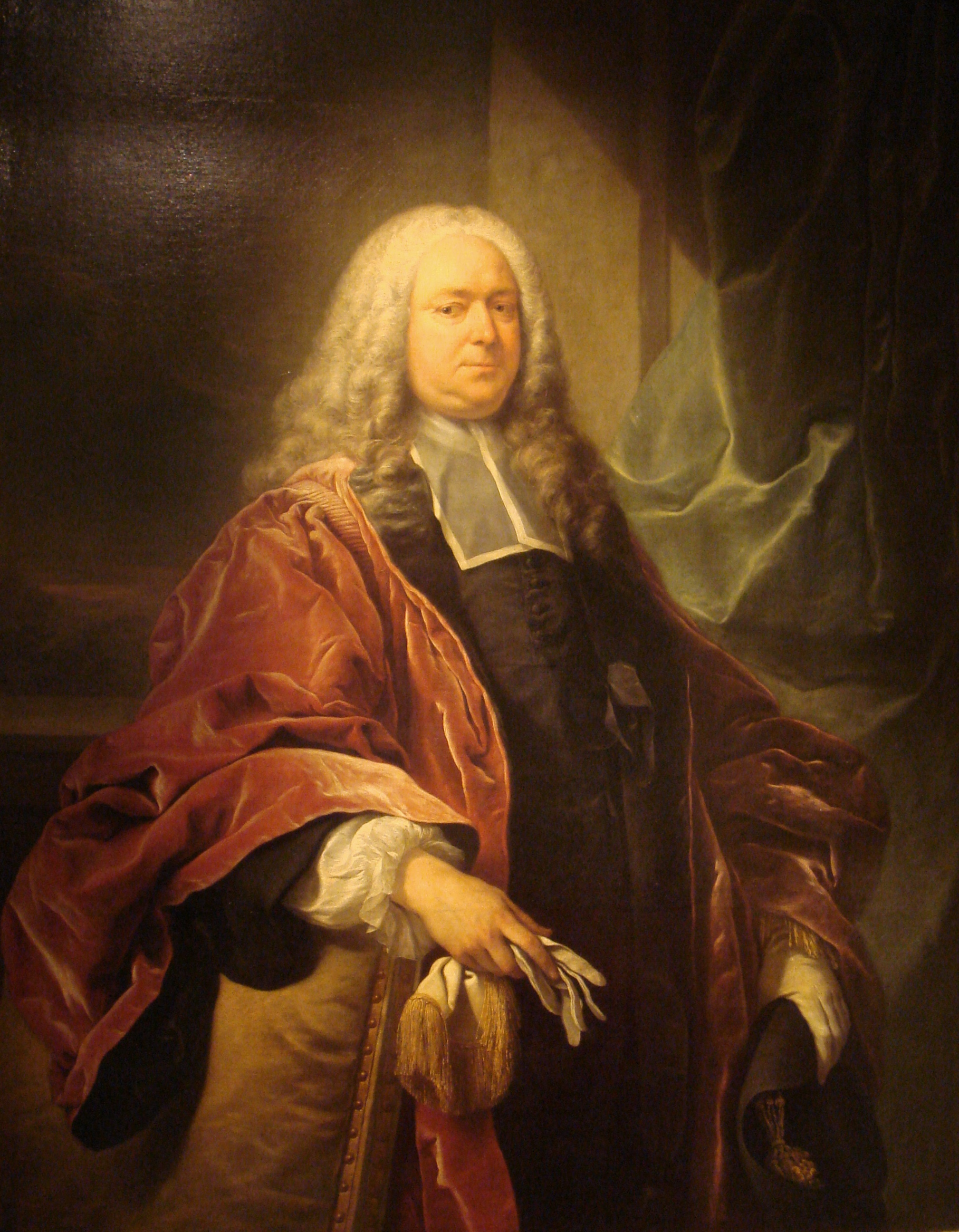
Michel-Étienne Turgot.

La rue porte le nom de Michel-Étienne Turgot (1690-1751), prévôt des marchands de Paris de 1729 à 1740, et commanditaire du plan éponyme.

## Historique
Une décision ministérielle du 29 mai 1821 approuve l'ouverture de cette rue, mais il n'est pas, alors, donné suite à ce projet.
Par une ordonnance royale du 23 août 1833, le percement est définitivement arrêté sur une largeur de 13 m.
En 1836, cette rue n'est toujours livrée à la circulation, car il fallait encore acquérir plusieurs propriétés particulières. Ces acquisitions ayant été faites, elle est entièrement exécutée à la fin de la même année et les propriétés riveraines sont alignées.

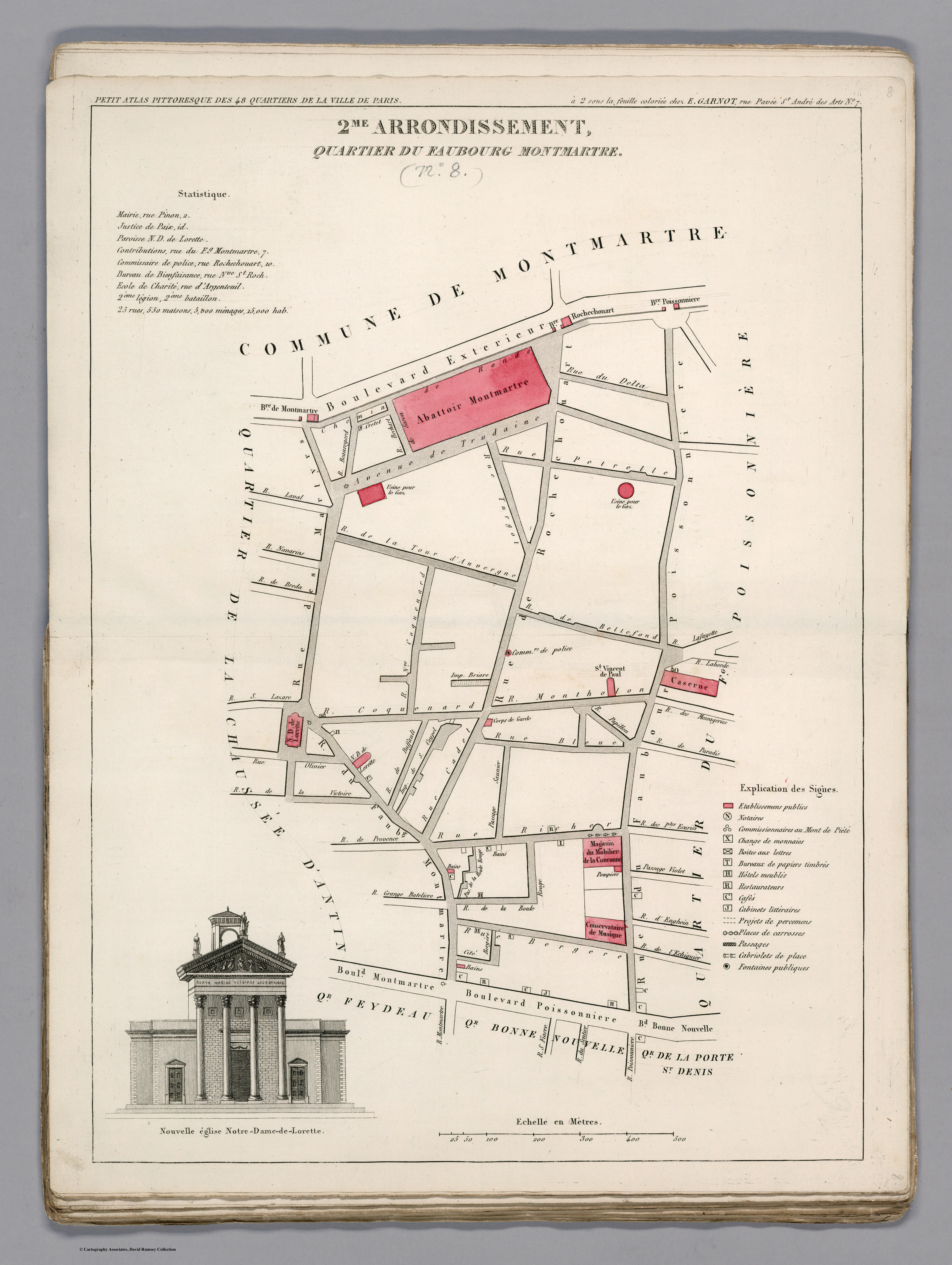
Plan du quartier du Faubourg Montmartre dans l'ancien 2e arrondissement en 1834.

## Bâtiments remarquables et lieux de mémoire
- No 14 : sortie de la Grande piscine Rochechouart[2]
- No 25 : Georges-André Klein (1901-1992), artiste peintre, y vécut[3].